# Lista över ubåtsklasser
Det här är en lista över ubåtsklasser 
i världen, både över gamla som tagits ur tjänst och över moderna. Listan är sorterad alfabetiskt efter länders namn.

## Australien
Royal Australian Navy

- Oberon-klass
- Collins-klass

## Danmark
Kongelige Danske Marine

- D (ubåtsklass)
- H (ubåtsklass)
- U (ubåtsklass)
- V (ubåtsklass)
- Delfinen (ubåtsklass)
- Narhvalen (ubåtsklass) (Omdöpt version av Ubåtsklass Typ 205)
- Tumleren (ubåtsklass) (Omdöpt version av Ubåtsklass Typ 207)
- Kronborg (ubåtsklass) (Omdöpt version av Ubåtsklass Typ A-14)

## Finland
Finländska marinen

- Vetehinen-klass
- Saukko-klass
- Vesikko-klass
- AG-klass

## Kina
People's Liberation Army Navy

- Shang-klass
- Xia-klass
- Han-klass
- Yuan-klass
- Kilo-klass
- Song-klass
- Ming-klass
- Romeo-klass

## Norge
Norske Sjøforsvaret

- Kobben (ubåtsklass) (Omdöpt version av Ubåtsklass Typ 207)
- Ula (ubåtsklass) (Omdöpt version av Ubåtsklass Typ 210)

## Ryssland
Rysslands flotta och Sovjetunionens flotta

- November (Projekt 627)
- Sjtjuka-B (Projekt 971)
- Alpha (Projekt 705)
- Delta
- Borei (Projekt 955)
- Kilo (Projekt 877)
- Akula (Projekt 941)
- Whiskey (Projekt 613)
- Piranja (Projekt 865)
- Romeo (Projekt 633)

## Storbritannien
Storbritanniens flotta

- Amphion (ubåtsklass)
- Astute-klass
- Churchill (ubåtsklass)
- Oberon (ubåtsklass)
- British Porpoise (ubåtsklass)
- Resolution (ubåtsklass)
- Swiftsure-klass
- Trafalgar-klass (ubåt)
- Triton (ubåtsklass)
- Upholder (ubåtsklass)
- Valiant (ubåtsklass)
- Vanguard (ubåtsklass)

## Sverige
- Hajen I-klass, se HMS Hajen (1904)
- 2:a klass ubåt
- Laxen-klass
- Svärdfisken-klass
- Delfinen-klass
- Abborren I-klass
- Hajen II-klass
- Bävern-klass
- Valen-klass
- Draken-klass
- Delfinen II-klass
- Sjölejonet-klass
- Neptun-klass
- Kustubåtarna U1-U9, se HMS U3 (1942)
- Hajen III-klass
- Draken II-klass
- Abborren II-klass
- Sjöormen-klass
- Näcken-klass
- Västergötland-klass
- Gotland-klass
- Södermanland-klass
- Blekinge-klass
- URF (ubåtsräddningsfarkost)

## Tyskland
Kriegsmarine (Andra världskriget)

- Ubåtsklass Typ I
- Ubåtsklass Typ II
- Ubåtsklass Typ VII
- Ubåtsklass Typ IX
- Ubåtsklass Typ X
- Ubåtsklass Typ XIV
- Ubåtsklass Typ XVII
- Ubåtsklass Typ XVIII
- Ubåtsklass Typ XXI
- Ubåtsklass Typ XXIII

Bundesmarine

- Ubåtsklass Typ 240 (Omdöpt version av Ubåtsklass Typ XXXIII)
- Ubåtsklass Typ 241 (Omdöpt version av Ubåtsklass Typ XXI)
- Ubåtsklass Typ 201
- Ubåtsklass Typ 202
- Ubåtsklass Typ 205
- Ubåtsklass Typ 206A
- Ubåtsklass Typ 212A

## USA
- Gato-klass
- Balao-klass
- Tench-klass
- Skipjack-klass
- Sturgeon-klass
- George Washington-klass
- Benjamin Franklin-klass
- Ethan Allen-klass
- Los Angeles-klass
- Ohio-klass
- Virginia-klass
- Seawolf-klass
- NR-1
- Mystic-klass (ubåtsräddningsfarkost)